# Ospina (ort)
Ospina är en ort i Colombia.   Den ligger i departementet Nariño, i den sydvästra delen av landet, 600 km sydväst om huvudstaden Bogotá. Ospina ligger 2 862 meter över havet och antalet invånare är 2 747.
Terrängen runt Ospina är lite bergig, och sluttar österut. Runt Ospina är det ganska tätbefolkat, med 129 invånare per kvadratkilometer. Närmaste större samhälle är Túquerres, 6,7 km nordväst om Ospina. Trakten runt Ospina består i huvudsak av gräsmarker.